# Refractor Engine

Ігри, створені на рушії «Refractor Engine».
Перший кадр — Battlefield Vietnam (2004), виконаний у реалістичному стилі, другий — Battlefield Heroes (2009), в стилі мультиплікації.

Refractor Engine — ігровий рушій, створений стокгольмською студією Refraction Games, і вперше використаний у власній грі студії Codename Eagle, яка вийшла в листопаді 1999 року. Пізніше компанія була придбана Digital Illusions CE, з метою спільної розробки нової версії рушія — Refractor 2 Engine, для відомої серії ігор Battlefield (серія ігор). Протягом випуску ігор серії «Battlefield», технологія багаторазово допрацьовувалася, вводилися нові можливості і графічні ефекти.
Наступником технології «Refractor» є ігровий рушій Frostbite Engine, який використовується в продовженні ігор серії «Battlefield».

## Ігри, що використовують Refractor Engine

### Refractor 1
- 1999 — Codename: Eagle

### Refractor 2
- 2002 — Battlefield 1942
  - 2003 — Battlefield 1942: The Road to Rome
  - 2003 — Battlefield 1942: Secret Weapons of WWII
- 2004 — Battlefield Vietnam
  - 2006 — Battlefield Vietnam Redux
- 2005 — Battlefield 2
  - 2006 — Battlefield 2: Special Forces
  - 2006 — Battlefield 2: Booster Pack - Armored Fury
  - 2006 — Battlefield 2: Booster Pack - Euro Force
- 2009 — Battlefield Heroes
- 2011 — Battlefield Play4Free[2]